# Stała elektrostymulacja serca

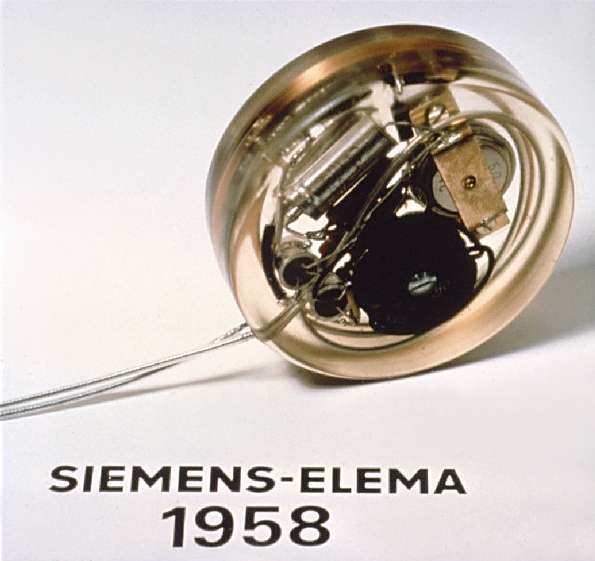
Siemens-Elema 1958 - pierwszy wszczepialny rozrusznik serca

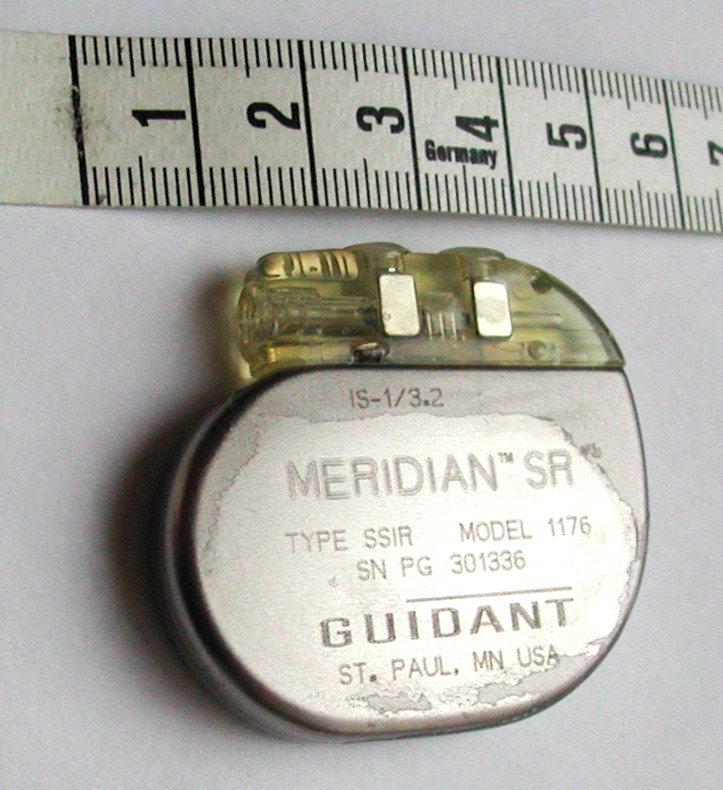
Rozrusznik serca GuidantMeridianSR

Fizjologiczny rozrusznik serca – węzeł zatokowy (czerwony punkt) oraz drogi szerzenia się prawidłowego pobudzenia roboczego mięśnia serca. U dołu ewolucja zapisu EKG w zależności od czasu rozchodzenia się depolaryzacji i repolaryzacji mięśnia serca.

Sztuczny rozrusznik serca (inaczej stymulator serca, kardiostymulator) – urządzenie elektryczne (obecnie wszczepiane w ciało chorego) służące do elektrycznego pobudzania rytmu serca. Stosuje się go, gdy naturalny rozrusznik – węzeł zatokowy, w wyniku różnych schorzeń trwale przestaje spełniać swoją rolę (choroba węzła zatokowo-przedsionkowego), co prowadzi do objawów niedokrwienia mózgu lub niewydolności serca. Drugim wskazaniem do wszczepienia rozrusznika są zaburzenia przewodzenia (tzn. blok przewodnictwa przedsionkowo-komorowego) przez naturalne elektryczne połączenie pomiędzy przedsionkami i komorami serca – węzeł przedsionkowo-komorowy.
W Polsce żyje około 500 000 osób z wszczepionym kardiostymulatorem lub kardiowerterem-defibrylatorem, a liczbę wszczepień szacuje się na 30 000 rocznie (stan na 2023). 80-90% tych zabiegów to wszczepienia nowych rozruszników (implantacja kardiostymulatora), a w 10-20% to wymiany wyczerpanych stymulatorów (reimplantacja).

## Historia
Pierwszy zewnętrzny rozrusznik serca zbudował John Hopps w 1950.

Jako pierwszy w 1957 elektrody nasierdziowe w celu stałej elektrostymulacji serca zastosował Clarence Walton Lillehei.
Pierwszy w świecie wewnętrzny rozrusznik 8 października 1958 wszczepił Åke Senning, szwedzki kardiochirurg w Solnie (Sztokholm) w szpitalu Karolinska Sjukhuset przy współpracy Rune Elmeqvista, który był producentem tego urządzenia. Elektrody tego rozrusznika były umieszczone na nasierdziu (tak zwane elektrody nasierdziowe), a nie wewnątrz jam serca. Rozrusznik zawiódł po 3 godzinach.
W ciągu życia Szwed Arne Larsson, który był pierwszym pacjentem ze wszczepionym urządzeniem, zanim zmarł w wieku 86 lat w 2001 miał zamontowane 26 rozruszników i przeżył zarówno jego wynalazcę, jak również „swego” chirurga.
W Polsce pierwszy zabieg implantacji rozrusznika został wykonany w 1963 w Gdańsku przez prof. Zdzisława Kieturakisa i dr Wojciecha Kozłowskiego.
Od 2023 na rynku pojawiły się bezelektrodowe stymulatory serca wszczepiane bezpośrednio do prawej komory serca drogą cewnikowania serca.
Dwujamowa stymulacja bezelektrodowa, pozwalająca na zachowanie prawidłowej sekwencji skurczu przedsionków i komór,  nazywana stymulacją fizjologiczną wymaga przezskórnego wszczepienia dwóch urządzeń, jednego do prawego przedsionka i jednego do prawej komory. 

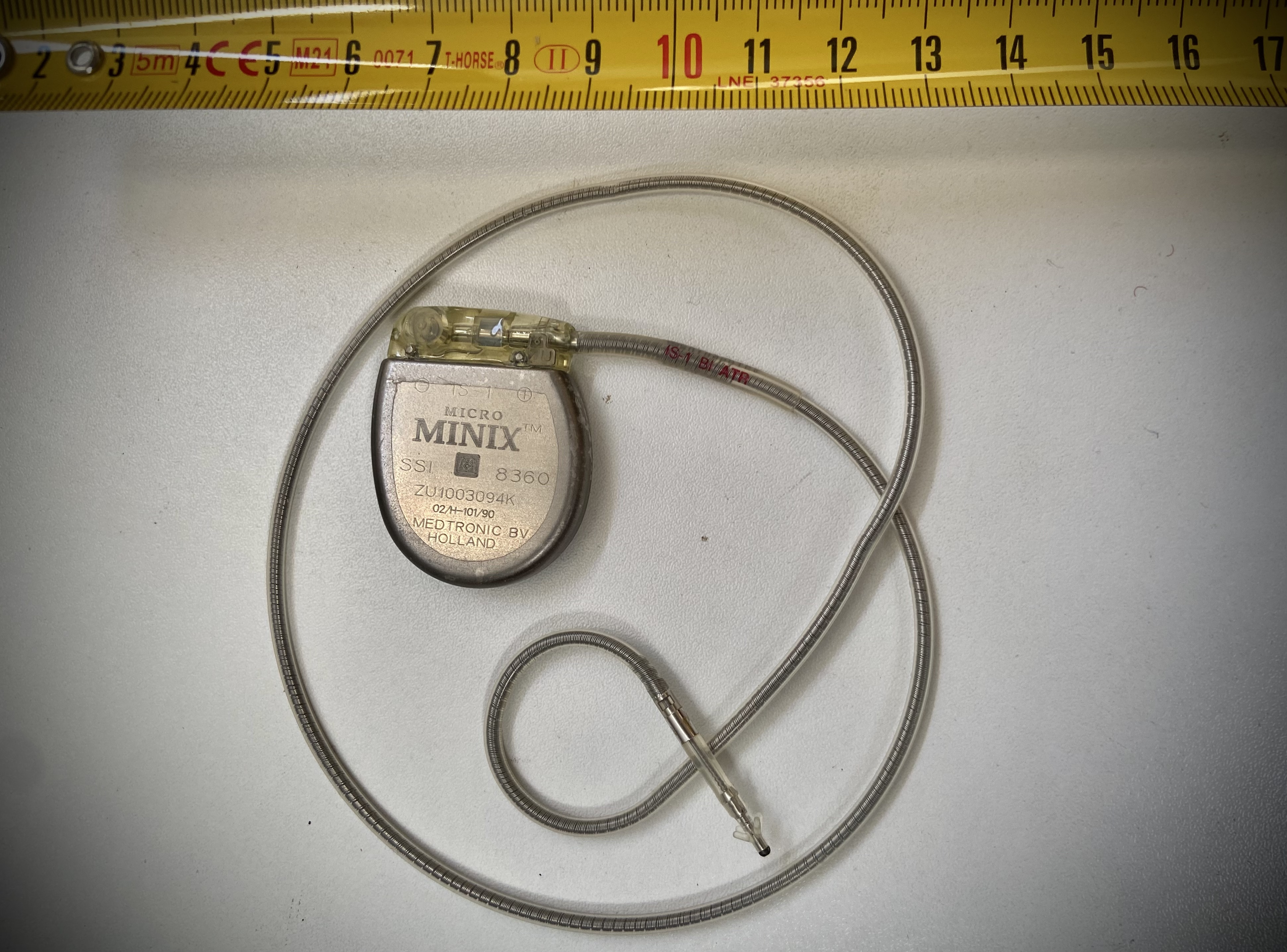
Rozrusznik Medtronic Micro Minix z elektrodą

## Budowa stymulatora
Urządzenie stymulujące serce składa się ze stymulatora (aktualnie wielkości mniejszej od pudełka zapałek), zawierającego hermetycznie zamknięte w obudowie z materiałów biologicznie obojętnych baterie, który jest wszczepiany pod skórę. Jest on jednocześnie detektorem, jak i generatorem impulsów elektrycznych. Impulsy mają woltaż rzędu 0,5–5 woltów i czas trwania 0,2–1 milisekundy. W roboczym mięśniu komór serca umieszczane są metalowe elektrody (od 2 do 4) pokryte tworzywem sztucznym. Na ich zakończeniach znajdują się zwykle różnego rodzaju wypustki, ułatwiające fiksację elektrody w pożądanym miejscu.

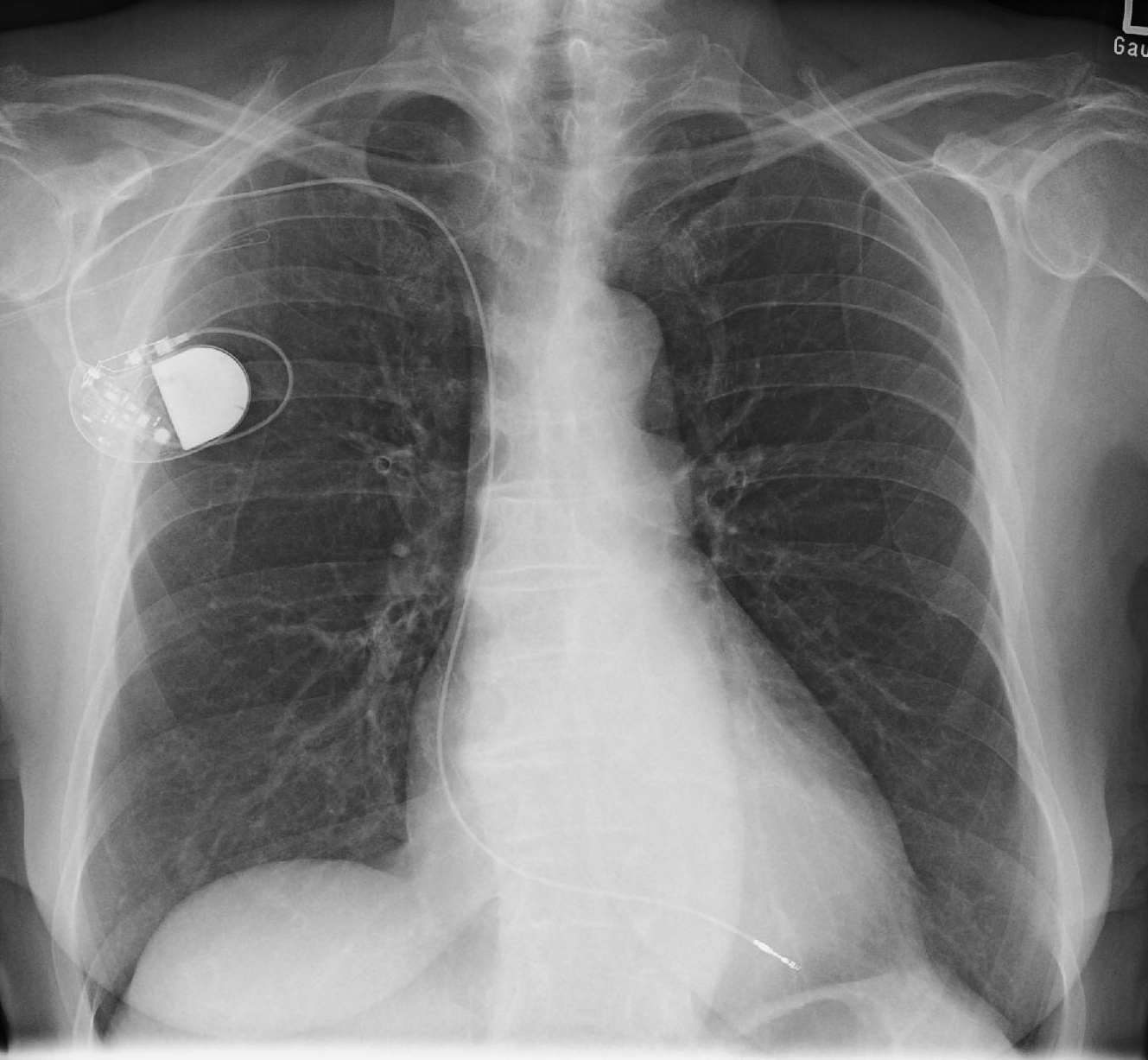
Rtg klatki piersiowej z wszczepionym rozrusznikiem

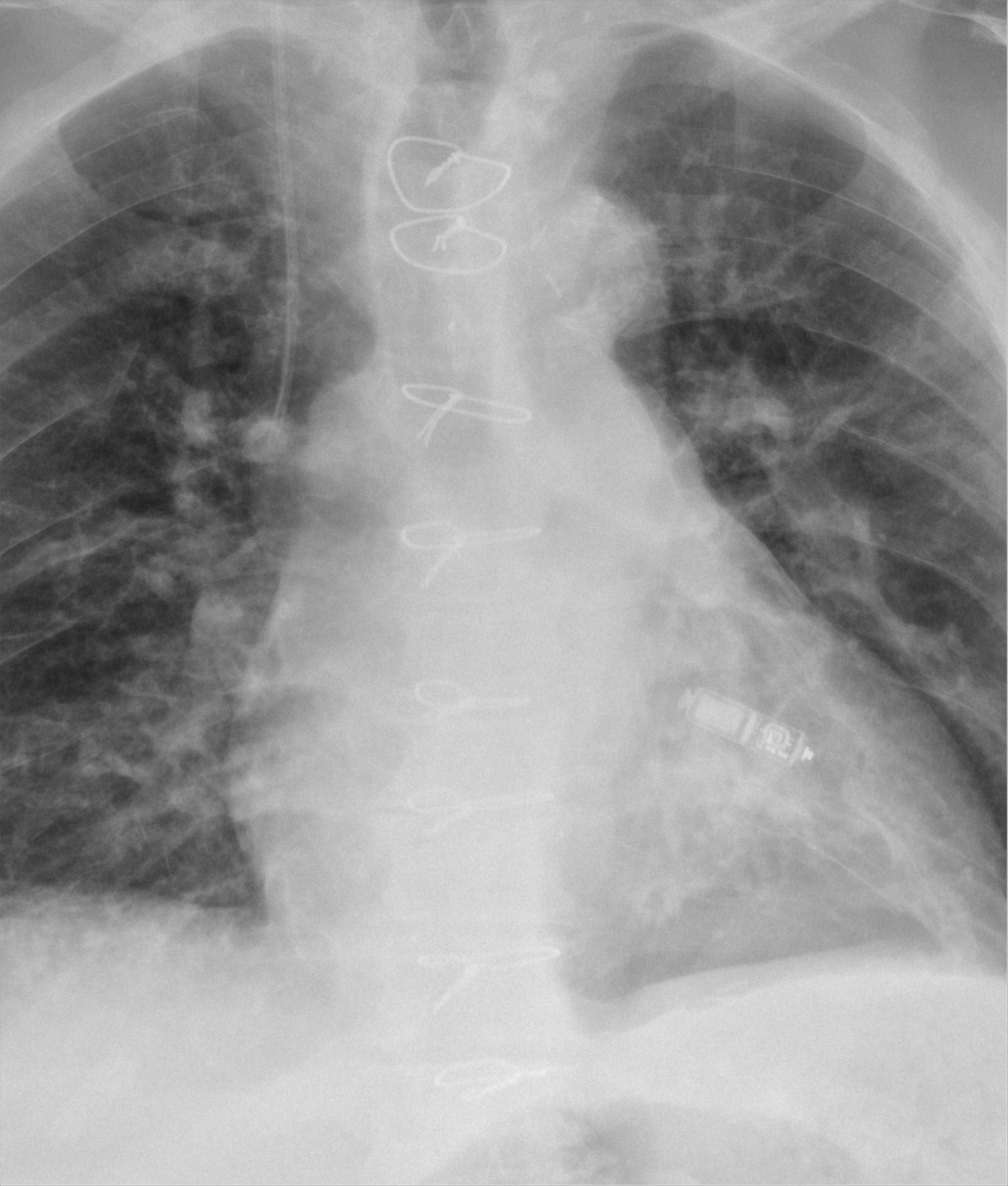
Rtg klatki piersiowej z wszczepionym rozrusznikiem bezprzewodowym wewnątrzsercowym

## Wszczepienie (implantacja) kardiostymulatora

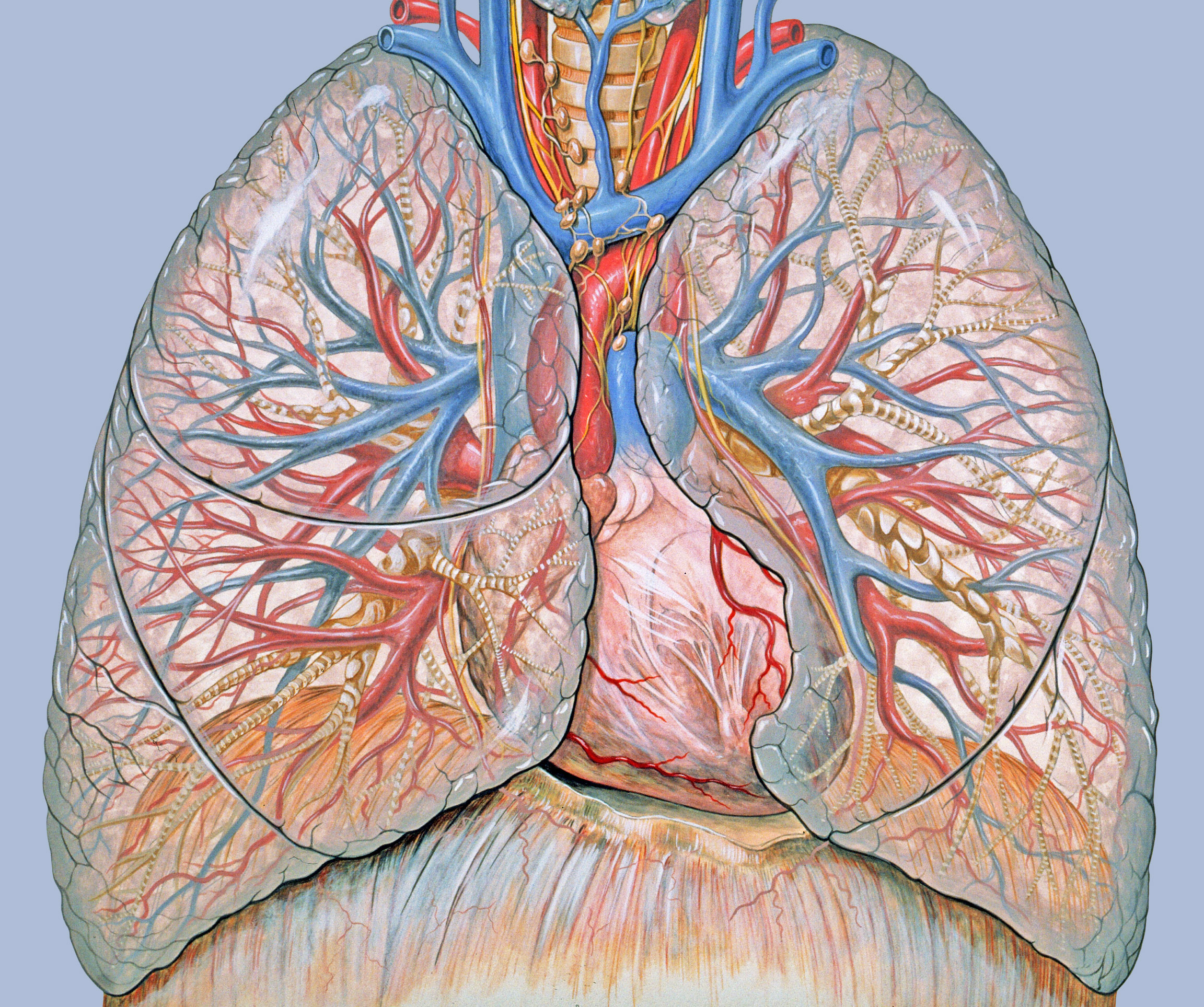
Stosunki anatomiczne naczyń krwionośnych okolicy serca

Obecnie wszczepianie kardiostymulatorów przestało być domeną kardiochirurgów a stało się zadaniem kardiologów.
Zabieg implantacji wykonywany jest w warunkach sali operacyjnej lub pracowni badań inwazyjnych układu krążenia. Sala musi być wyposażona w sprzęt RTG (umożliwiający wykonanie fluoroskopii, koniecznej do kontroli usadowienia elektrody), sprzęt do monitorowania EKG, PSA – Pacing System Analyser – czyli wieloczynnościowe urządzenie pomiarowe umożliwiające pomiar i rejestrację potencjałów wewnątrzsercowych, progu stymulacji i impedancji. Konieczny jest także zestaw narzędzi do wykonania wenesekcji, aparat do echokardiografii oraz sprzęt do perikardiocentezy.
Pacjent powinien być zaszczepiony przeciw WZW B oraz pozostać przynajmniej 6 godzin na czczo przed zabiegiem. W dniu zabiegu może przyjmować leki, ale tylko w wypadku wypicia małej ilości płynów. W przypadku leczenia antykoagulacyjnego konieczna jest jego modyfikacja zapewniająca poziom INR poniżej 1,75. Przed zabiegiem może zostać zastosowany środek uspokajający.
Wybór miejsca zabiegu na klatce piersiowej uzależniony jest od wywiadu (np. złamanie obojczyka), chorób współistniejących (np. zespół żyły głównej górnej), wykonywanego zawodu. W przypadku braku wskazań lub przeciwwskazań medycznych decyzję o miejscu zabiegu można pozostawić pacjentowi.
Najczęstszymi miejscami wprowadzenia elektrod stymulatora są:
- drogi preferowane (najczęstszą drogą wykonana poprzez nacięcie skóry poniżej obojczyka, przyśrodkowo od bruzdy naramienno-piersiowej)
  - żyła odpromieniowa w bruździe naramienno-piersiowej
  - żyła podobojczykowa
- drogi alternatywne
  - żyła szyjna zewnętrzna lub jej odgałęzienia: żyła tarczowa dolna lub żyła poprzeczna szyi
  - żyła szyjna wewnętrzna
  - żyła udowa w przypadkach zespołu żyły głównej górnej.

Elektroda zostaje wprowadzona przez żyłę do przedsionka lub komory serca, natomiast drugi jej koniec zostaje doprowadzony do loży stymulatora (zwanej także łożem lub  kieszenią), czyli miejsca umieszczenia układu elektronicznego rozrusznika z baterią (zwanego „puszką stymulatora”). U większości osób lożę wytwarza się na mięśniu piersiowym większym. U osób szczupłych lub ze względów kosmetycznych można lożę wytworzyć także pod tym mięśniem. Z przyczyn estetycznych najkorzystniejsze, i dlatego też preferowane u młodych kobiet, jest wykonanie cięcia pod piersią lub w dole pachowym.

## Wskazania
- Wskazania bezwzględne:

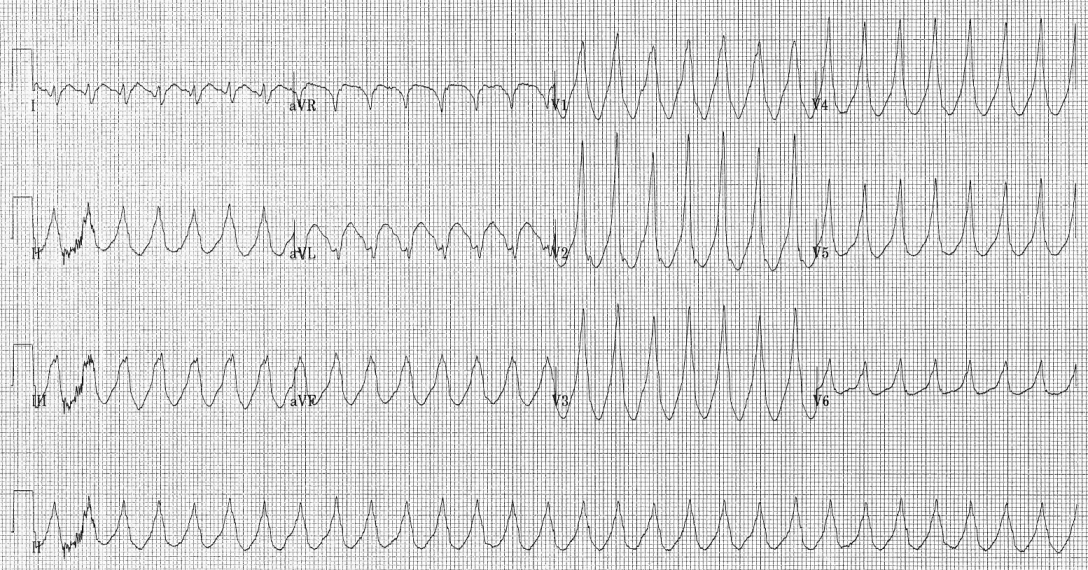
Częstoskurcz komorowy

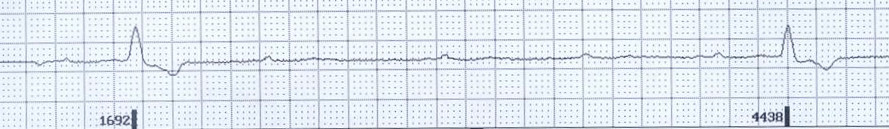
Asystolia trwająca ponad 4 s w przebiegu całkowitego bloku przedsionkowo-komorowego (III stopnia)

  - blok przedsionkowo-komorowy III stopnia
  - blok przedsionkowo-komorowy II stopnia typu Mobitz
    - objawowy
    - z objawami pojawiającymi się w trakcie wysiłku
    - u osób po zawale mięśnia sercowego oraz przeszczepie serca w przypadku objawowego i bezobjawowego przebiegu i stopnia bloku II lub III (po zawale mięśnia sercowego) lub tylko w wypadku występowania objawów (po przeszczepie serca)

  - bloki odnóg pęczka Hisa z udokumentowanymi zaburzeniami przewodnictwa typu blok II lub III stopnia lub udokumentowanym w badaniu elektrofizjologicznym wydłużeniem HV> 100 ms, nawet u chorych bezobjawowych i w przypadku bloku jednej odnogi
  - migotanie przedsionków z wolną akcją komór poniżej 50 uderzeń na minutę lub objawami obwodowego niedokrwienia (utrata przytomności, omdlenie, zawroty głowy) lub niewydolnością serca
  - blok przewodnictwa po ablacji układu przewodzącego lub bradyarytmia 40–50 uderzeń na minutę lub obecność pauz 4–5 s
  - zespół chorego węzła zatokowo-przedsionkowego i zespół tachy-brady
  - objawowa bradykardia spowodowana przez leki, jeśli istnieją bezwzględne wskazania do ich dalszego stosowania
  - zespół wydłużonego QT w przypadku bradykardii lub przerw powodujących występowanie napadów częstoskurczu komorowego
  - w przypadkach bradykardii zależnej od czynności autonomicznego układu nerwowego pauzy (przerwy) w aktywności serca trwające powyżej 3 s.
  - zespół wazowagalny przebiegający z objawowym zahamowaniem zatokowym rytmu doprowadzającym do omdleń.
- Wskazania względne:
  - bezobjawowy blok przedsionkowo-komorowy III stopnia z akcją serca powyżej 40 uderzeń na minutę
  - bezobjawowy blok przedsionkowo-komorowy II stopnia typu Mobitza
  - bezobjawowy blok przedsionkowo-komorowy I stopnia u osób z niewydolnością krążenia
  - po zawale mięśnia serca – bezobjawowy blok II lub III stopnia z akcją komór >50 uderzeń na minutę
  - po przeszczepie serca – objawowy blok I i II stopnia
  - objawowy blok jednej z odnóg pęczka Hisa z prawidłowym odstępem HV
  - bezobjawowe zaburzenia węzła zatokowego z akcją nawet < 40 uderzeń na minutę, ale bez pauz trwających powyżej 3 s
  - wrodzone postaci zespołu wydłużonego QT
  - kardiomiopatia przerostowa, zawężająca i rozstrzeniowa – wskazanie aktualne przedstawiane są jako względne, gdyż istnieją różne opinie co do jej zastosowania w tych wskazaniach.

## Tryby i rodzaje stymulacji

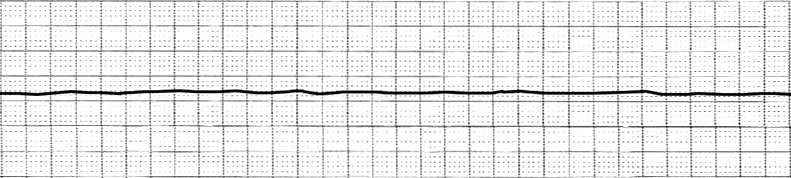
Asystolia w zapisie EKG

Głównym zadaniem stałej stymulacji serca jest zapobieganie asystolii, a co jest z tym związane poprawa jakości i przedłużenie życia. Aby zrealizować te cele, konieczne jest prawidłowe dobranie typu stymulacji i typu rozrusznika.

### Typy stymulacji
Do określenia typu stymulacji stosuje się zunifikowany, międzynarodowy kod (w wersji podstawowej jest on 3 literowy):
- gdzie litera umieszczona na pierwszym miejscu oznacza lokalizację elektrody stymulującej – A – atrium – przedsionek serca, V – ventricle – komora serca, D – dual – stymulacja dwujamowa (i w przedsionku, i komorze serca)
- druga litera 3-literowego kodu oznacza lokalizację elektrody odbierającej i odczytującej rytm (obowiązują oznaczenia tożsame z powyższymi)
- trzecia litera kodu oznacza sposób reagowania kardiostymulatora – I – inhibited – hamowany, T – triggered – wyzwalany, D – dual – oba typy reakcji.

Przykładowe oznaczenia:
- AAI – stymulacja przedsionkowa, hamowana rytmem przedsionków
- VVI – stymulacja komorowa hamowana rytmem komór
- DDD – stymulacja przedsionkowo-komorowa hamowana odpowiednim rytmem przedsionków i/lub komór

Do tych kodów niekiedy w czwartej pozycji dodawana jest literka R (rate modulation – automatyczne zwiększenie częstości modulacji przy wzroście zapotrzebowania tlenowego np. wysiłku). Wówczas taki typ stymulatora nosi oznaczenie npAAI-R czy DDD-R.
Literowy kod stymulacji jest rozbudowany do 5 pozycji.
Pozostałe dwie to:
- czwarta litera kodu oznacza opcje programowania modulacją częstości – S – prosta, M – złożona, C – komunikacyjna, Y – tak, N – nie
- piąta litera kodu oznacza funkcje antytachyarytmiczne – 0 – brak, P – stymulacja, S – wyładowanie, D – obydwa

### Wybór trybu stymulacji
Stymulacja przedsionkowa AAI oraz dwujamowa DDD i VDD pozwalają na zachowanie prawidłowej sekwencji skurczu przedsionków i komór i nazywane są stymulacją fizjologiczną. Fizjologiczne tryby stymulacji zapobiegają występowaniu zespołu stymulatorowego, zmniejszają częstość występowania migotania przedsionków i powikłań zatorowych i poprawiają wskaźniki wydolności mięśnia sercowego, zapewniają więc lepszy komfort życia i przedłużają przeżycie.

## Zespół stymulatorowy
Zespół stymulatorowy to zespół objawów złej tolerancji stymulacji serca, pomimo braku zaburzeń funkcji rozrusznika oraz czynnościowego tła tych dolegliwości, które mogą powodować następujące objawy: zmęczenie, bóle głowy, tętnienie na szyi, kołatanie serca, splątanie, duszność, nietypowy ból w klatce piersiowej, dławicę piersiową, obrzęki kostek, obrzęk płuc, migotanie przedsionków, naczyniopochodne powikłania mózgowe.
Zespół stymulatorowy jest wynikiem wstecznego pobudzania komorowo-przedsionkowego.

## Możliwe zakłócenia pracy stymulatora

Symbol graficzny informujący o zagrożeniach dla osób ze stymulatorem serca

W obecnie stosowanych kardiostymulatorach ich tytanowa obudowa w pewnym stopniu chroni układ elektroniczny przed wpływem promieniowania elektromagnetycznego. W życiu codziennym oraz w przypadku kontaktu z urządzeniami medycznymi, chorzy z wszczepionym rozrusznikiem muszą zachować ostrożność:
- MRI może być wykonane tylko w przypadku bezwzględnej konieczności. Badanie może uszkodzić rozrusznik.
- litotrypsja – należy zgłosić fakt wszczepienia rozrusznika, nie ma jednak przeciwwskazań do litotrypsji
- diatermia krótkofalowa – bezwzględne przeciwwskazanie – możliwość zaburzeń pracy i uszkodzenia rozrusznika
- kardiowersja – odstęp co najmniej 10–15 centymetrów pomiędzy elektrodą kardiowertera a lożą stymulatora (przednio-tylna pozycja kardiowersji)
- telefon komórkowy – badanie na modelach telefonów komórkowych dostępnych w 2001 roku wykazało, że mogą one zakłócać pracę rozrusznika, jednak rzadko kiedy ma to znaczenie kliniczne[9]
- życie codzienne – urządzenia/zjawiska, które mogą zakłócać pracę i należy ich unikać:
  - spawarka łukowa i migomaty
  - pola elektryczne linii wysokiego napięcia.
  - kula plazmowa
  - silne burze (należy odizolować się od burzy, jak się tylko da)
[potrzebny przypis]